# SLC–41
SLC–41 (Cape Canaveral Air Force Station Space Launch Complex 41), korábban Launch Complex 41 (LC–41) az  Egyesült Államok Légierejének (USAF) Floridában, a Cape Canaveraltól északra található Cape Canaveral Légibázisának egyik rakétaindító állása. 1965. december 21-én helyezték üzembe, az utolsó indítás 2013. november 18-án történt. Az Amerikai Egyesült Államok Nemzeti Légügyi és Űrhajózási Hivatala, a NASA (National Aeronautics and Space Administration) is használta. Aktív indítási terület a tengerpart mentén helyezkedik el. Rendelkezik a teljes technológiai infrastruktúrával (összeszerelési épületek, vertikális integrációs épület, és az első vasútvonal, indító komplexum. Az Amerikai Egyesült Államok Légierejének (USAF) rakétakísérleti bázisa (Pershing, Redstone), több hordozórakéta indításának központja: Atlas V, Titan IIIC, 34D és IV. Innen indítottak több űrszondát: Viking-program küldetése a Marsra, Voyager-program küldetése a külső bolygók kutatására,